# Лалиев, Вадим Казбекович
Вади́м Казбе́кович Ла́лиев (осет. Лалыты Казбечы фырт Вадим; род. 15 декабря 1980, Цхинвали) — российский и армянский борец вольного стиля, чемпион мира среди юниоров (1999), двукратный бронзовый призёр чемпионатов Европы среди взрослых (2003, 2006). Мастер спорта международного класса по вольной борьбе. Тренер молодёжной сборной команды России по вольной борьбе. Младший брат Геннадия Лалиева.

## Биография
Родился 15 декабря 1980 года в городе Цхинвал Юго-Осетинской АО. С 1987 года стал занимать вольной борьбой под руководством Алана Техова. В 1999 году стал чемпионом мира среди юниоров в Сиднее и чемпионом России среди молодёжи в Москве. В 2000 году стал бронзовым призёром чемпионата России в Санкт-Петербурге. В 2003 году стал бронзовым призёром чемпионата Европы в Риге, победителем международного турнира на призы Александра Медведя в Минске и первым на международном турнире серии Гран-при «Иван Ярыгин» в Красноярске. В 2004 году стал победителем международного турнира памяти Шамиля Умаханова в Хасавюрте. С 2006 по 2011 года выступает за сборную команду Армении по вольной борьбе. В 2006 году становится третьим на чемпионате Европы в Москве и победителем международного турнира на призы братьев Белоглазовых в Калининграде.
С 2011 года тренер молодёжной сборной команды России по вольной борьбе.

## Спортивные достижения
- Чемпион мира среди юниоров в Сиднее (1999)
- Чемпион России среди молодёжи в Москве (1999)
- Победитель международного турнира имени Александра Медведя в Минске (2003)[3]
- Победитель международного турнира памяти Шамиля Умаханова в Хасавюрте (2004)[4]
- Победитель международного турнира серии Гран-при «Иван Ярыгин» в Красноярске (2003)[5]
- Победитель международного турнира на призы братьев Белоглазовых в Калининграде (2006)[6]